# Funció
|  | Per a altres significats, vegeu «Funció (desambiguació)». |

En vermell, representació gràfica d'una funció f en el pla cartesià. L'eix horitzontal, en blau, representa les dades d'entrada o l'origen x i l'eix vertical, en groc, representa la sortida o resultat, de manera que el gràfic es compon de parells ordenats (x,f(x)).

En matemàtiques, una funció és la idealització de com una quantitat variable depèn d'una altra quantitat. Per exemple, les funcions polinòmiques, les funcions trigonomètriques, funcions que transformen formes geomètriques en formes geomètriques (per exemple, les rotacions, translacions, homotècies…), funcions que transformen una forma geomètrica en un nombre (per exemple, la llargària d'un segment, l'àrea delimitada per un polígon…) i, en general, funcions que transformen elements d'un conjunt de partida A en elements d'un conjunt d'arribada B.

## Definicions

### Definició intuïtiva

Una funció pren un valor x com a entrada, del qual en treu un valor de sortida f(x). Aquest gràfic és una metàfora que simplifica el concepte de funció com si es tractés d'un procés.

Funció que associa a cadascuna de les quatre formes colorades el seu color.

Una funció és una regla o procediment que estableix una determinada sortida per cada entrada. Per exemple:
- Una pedra que es deixa caure d'un edifici triga un temps diferent a arribar a terra segons el pis del qual es deixa caure. Per exemple, pot prendre 2 segons si es deixa caure del 2n pis o 4 segons si es deixa caure del 8è. Tenint la coneixença del pis del qual es deixa caure la pedra, la sortida de la funció seria el temps que triga la pedra a arribar a terra.
- En un grup de gent, s'hi trobaran diverses persones a les quals els agrada algun color: vermell, taronja, groc, verd, blau, indi i morat. L'entrada de la funció podria ser la persona i la sortida seria un dels set colors. Els colors preferits són una funció de la persona al color. A una persona, per exemple, li pot agradar el vermell, mentre que a una altra li pot agradar el morat. Tot i això, és perfectament possible que a dues o més persones els agradi el mateix color.
- Per a un exemple de funció, sigui X un conjunt de quatre formes: un triangle vermell, un rectangle groc, un hexàgon verd i un quadrat vermell; i si fos Y un conjunt compost de cinc colors: vermell, blau, verd, rosa i groc. Vincular cada forma amb el seu color és una funció de X a Y: cada forma es vincula amb un color. No hi ha forma sense vincle i cap de les formes es vincula a dos o més colors. Aquesta funció s'anomenarà com la "funció del color-de-la-forma".

L'entrada d'una funció s'anomena argument, i la sortida s'anomena valor. El conjunt de totes les entrades permeses per una funció determinada s'anomena domini de la funció, mentre que el conjunt de les sortides permeses s'anomena codomini. D'aquesta manera, en l'exemple de la "funció del color-de-la-forma", el domini és el conjunt de quatre formes i el codomini consisteix en els cinc colors. El concepte d'una funció no requereix que cada possible sortida sigui el valor de cada argument, per exemple: el color blau no és el color de cap de les quatre formes en X.
Altres exemples:
- Una funció en què el domini se selecciona com el conjunt de nombres naturals (0, 1, 2, 3, 4...), i el codomini és el conjunt d'enters (..., -3, -2, -1, 0, 1, 2, 3...). La funció s'associa a qualsevol nombre natural n, el nombre 4-n. Per exemple, per a 1, s'associa el nombre 3 i per a 10 s'associa el nombre -6.
- En una funció que té un conjunt de polígons com a domini i un conjunt de nombres naturals com a codomini, la funció pot associar el polígon amb el nombre de vèrtex. Per exemple, un triangle s'associa amb el 3, un quadrat amb el 4, etc.

El terme recorregut s'utilitza sovint tant per al codomini com per al conjunt dels valors que la funció pren en la pràctica.

### Definició
Una funció (o aplicació o transformació) f és una relació entre un conjunt donat X (el domini) i un altre conjunt d'elements Y (el codomini), de manera que a cada element x del domini li correspon un únic element del codomini f(x). Es denota per:

{\displaystyle f\colon X\to Y\,}

Normalment, s'escriu f(x)=y, en què y és l'únic element del conjunt Y al qual apunta l'element x de X.
Habitualment, el terme funció s'utilitza quan el codomini es compon de valors numèrics, reals o complexos. Llavors, es parla de funció real o funció complexa, mentre que a les funcions entre conjunts qualssevol se les anomena aplicacions.

### Definició formal
Una funció és una terna (A,B,f), en què A i B són dos conjunts qualssevol i f és una correspondència entre aquests dos conjunts, és a dir, un subconjunt del producte cartesià
{\displaystyle A\times B}, que compleix:
{\displaystyle \forall (x,y)\in f}, si {\displaystyle (x,z)\in f} llavors {\displaystyle y=z}.
És a dir, a un mateix element del conjunt A li correspon un únic element del conjunt B. Segons aquesta definició, doncs, si considerem la terna {\displaystyle \left(\mathbb {R} ,\mathbb {R} ,\left\{\left(x,y\right)\in \mathbb {R} ^{2}:x^{2}+y^{2}=k^{2}\right\}\right)} per a un valor fixat {\displaystyle k\in \mathbb {R} } (k > 0), és a dir, la circumferència de radi k definida com una correspondència entre dos cossos de nombres reals, no és una funció, ja que certs elements del primer conjunt, com el punt 0 (i més generalment, tots els reals x tals que -k < x < k), apareixen en dues de les parelles de la correspondència: (0,k) i (0,−k) (i més generalment, {\displaystyle (x,{\sqrt {k^{2}-x^{2}}})} i {\displaystyle (x,-{\sqrt {k^{2}-x^{2}}})})
Si {\displaystyle (a,b)\in f}, es diu que b és la imatge de a, cosa que es nota com {\displaystyle f(a)=b}, i que a pertany a l'antiimatge de b (cal notar que, per la definició, b pot ser imatge de més d'un element de A, però a no pot tenir més d'una imatge).
Generalment, una funció o aplicació se simbolitza:
{\displaystyle f\colon \Omega \subseteq A\to B}
en què {\displaystyle \Omega } és el domini de la funció, és a dir, el conjunt de valors de A en què f està definida.
El primer que va utilitzar la paraula funció fou Leibniz (1646-1716). La definició formal va ser establerta per Dirichlet (1805-1859).
Leibniz fou, juntament amb Newton, un dels pares del càlcul infinitesimal. Independentment, els dos científics van desenvolupar el concepte de funció i derivada. Els conceptes que Newton feia servir eren el de fluxió i fluent. En el cas de la derivació, es tractava de trobar una fluxió (derivada) a un determinat fluent (funció). Mentre que en el cas integral, Newton parlava de fluxió (funció) i fluent (integral).

## Notació i nomenclatura
Al domini també se l'anomena conjunt d'entrada o conjunt inicial. Es denota per {\displaystyle {\rm {dom}}(f)\,} o {\displaystyle {\rm {dom}}_{f}\,}. Als elements del domini, se'ls anomena habitualment argument de la funció.
El codomini, també anomenat conjunt d'arribada, conjunt final o rang de f, se li denota per:

{\displaystyle {\rm {codom}}(f)\,} o {\displaystyle {\rm {codom}}_{f}}

Cal assenyalar que el terme rang és ambigu en la literatura, ja que pot fer referència tant al codomini com al conjunt imatge. Per això, és aconsellable usar el terme codomini.
Si x és un element del domini, a l'element del codomini assignat per la funció i denotat per f(x) se l'anomena valor o imatge de la funció f de x. Al subconjunt del codomini format per tots els valors o imatges se l'anomena imatge, abast o recorregut de la funció. Es denota per {\displaystyle {\rm {im}}(f)\,} o {\displaystyle {\rm {im}}_{f}\,} o {\displaystyle f(X)\,}.

{\displaystyle \mathrm {im} (f)=f(X):=\left\{y\in Y\;|\;\exists x\in X,\;f(x)=y\right\}}

Una preimatge de {\displaystyle y\in Y} és algun {\displaystyle x\in X} tal que {\displaystyle f(x)=y\,}.
Recordeu que pot haver-hi alguns elements del codomini que no siguin imatge d'un element del domini, però que cada element del domini és preimatge d'almenys un i només un element del codomini.

### Exemples

Funció amb domini X i Rang Y

- La funció definida per {\displaystyle f(x)=x+1\,}, té com a domini, codomini i imatge tots els nombres reals ({\displaystyle \mathbb {R} }).
- Per a la funció {\displaystyle g\colon {\mathbb {R} }\to {\mathbb {R} }} tal que {\displaystyle g(x)=x^{2}\,}, en canvi, si bé el seu domini i codomini són iguals a {\displaystyle \mathbb {R} }, només tindrà com a imatge dels valors compresos entre 0 i + ∞.

En la figura, es pot apreciar una funció {\displaystyle f\colon X\to Y\,}, amb:
{\displaystyle {\rm {D}}_{f}=X=\{1,2,3,4\}\,}
{\displaystyle {\rm {C}}_{f}\ =\;Y=\{a,b,c,d\}\,}
Tingueu en compte que, a cada element de X, li correspon un únic element de Y. A més, l'element a de Y no té origen, i l'element b en té dos (l'{\displaystyle 1} i el {\displaystyle 4}). Finalment,
{\displaystyle {\rm {Im}}_{f}=\{b,c,d\}\subseteq Y.}
Aquesta funció representada com a relació, queda: {\displaystyle X\times Y=\{(1,b),(2,c),(3,d),(4,b)\}}

## Funcions exhaustiva, injectiva, bijectiva

### Funció exhaustiva (suprajectiva)

Exemple de funció exhaustiva

En el cas de trobar-se, almenys un element x per a cada element y, la funció s'anomena exhaustiva.
En matemàtiques, una funció {\displaystyle f\colon X\to Y\,} és una funció exhaustiva (epijectiva, suprajectiva o surjectiva), si està aplicada sobre tot el codomini, és a dir, quan la imatge {\displaystyle Im_{f}=Y\,}.
Formalment,
{\displaystyle \forall y\in Y:\exists x\in X,\ f(x)=y}

### Funció injectiva

Exemple de funció injectiva

En el cas de trobar-se, al màxim un element x per cada element y, la funció s'anomena injectiva.
En matemàtiques, una funció {\displaystyle f\colon X\to Y\,} és una funció injectiva o un és a un si per cada Imatge de {\displaystyle f\,} li correspon un únic origen del domini.
Formalment,
{\displaystyle \forall x_{1},x_{2}\in X:f(x_{1})=f(x_{2})\rightarrow x_{1}=x_{2},} que és equivalent a,
{\displaystyle \forall x_{1},x_{2}\in X:x_{1}\neq x_{2}\rightarrow f(x_{1})\neq f(x_{2})}
Una funció injectiva compleix la propietat d'injectivitat.

### Funció bijectiva

Exemple de funció bijectiva

En matemàtiques, una funció {\displaystyle f\colon X\to Y\,} és una funció bijectiva si és al mateix temps injectiva i exhaustiva.
Formalment,
{\displaystyle \forall y\in Y:\exists !\ x\in X,\ f(x)=y}
Les funcions bijectives són interessants per ser aquesta una condició necessària i suficient perquè la funció disposi d'una inversa.

## Representació de funcions
Una funció es pot definir per qualsevol condició matemàtica que relacioni cada argument (variable d'entrada) amb el corresponent valor de sortida. Si el domini és finit, una funció f s'ha de definir per via d'una tabulació de tots els possibles arguments x i els seus corresponents valors de la funció f(x). De manera més comuna, una funció es defineix per una fórmula, o (més generalment) un algorisme -que és una recepta que explica com computar el valor de f(x) donada qualsevol x en el domini.
Existeixen moltes més maneres de definir funcions. N'hi ha exemples que inclouen definició a trossos, inducció o recursió, tancament algebraic o analític, límits, continuació analítica, sèries infinites, o solucions d'integrals o d'equacions diferencials. El càlcul lambda forneix una sintaxi potent i flexible per a definir i combinar funcions de diverses variables. En matemàtiques avançades, algunes funcions existeixen per causa d'un axioma.
Les funcions es poden presentar de diferents maneres, la manera de representar-les es definirà en les seccions següents.

### Gràfics

La gràfica d'una funció és un conjunt de parells ordenats F. Això és una abstracció de la idea d'una gràfica com una imatge mostrant la funció dibuixada sobre un parell d'eixos coordenats, per exemple, (2,8), en què el punt se situa sobre el 2 en l'eix horitzontal i a la dreta del 8 en l'eix vertical. Aquest seria, per exemple, un dels punts de la gràfica y=x3.
La gràfica permet visualitzar les tendències en la funció. És molt utilitzada per a les funcions contínues típiques del càlcul, encara que també n'hi ha per a funcions discretes.

### Fórmules i algorismes
Utilitzant una relació matemàtica descrita mitjançant una expressió matemàtica: equacions de la forma {\displaystyle y=f(x)}. Quan la relació és funcional, és a dir, satisfà la segona condició de la definició de funció, es pot definir una funció que es diu definida per la relació. Llevat que s'indiqui el contrari, se suposa en aquests casos que el domini és el major possible (respecte a inclusió) i que el codomini són tots els reals. El domini seleccionat es diu el domini natural de la funció.
Exemple: {\displaystyle y=x+2}. Domini natural és tots els reals.
Exemple: "Per a tot x, nombre enter, y val x més dues unitats".
Diferents fórmules o algorismes poden descriure la mateixa funció. Per exemple, {\displaystyle f(x)=(x+1)(x-1)} és exactament la mateixa funció que {\displaystyle f(x)=x^{2}-1}. A més, una funció no necessita ser descrita per una fórmula, expressió o algorisme, ni té necessitat de tractar nombres; en realitat, el domini i codomini d'una funció podria tractar amb conjunts arbitraris. Un exemple de funció que actua en entrades no numèriques pren paraules en català com entrada i retorna la primera lletra de la paraula en qüestió com a sortida.
La funció factorial:
{\displaystyle !:\mathbb {N} \rightarrow \mathbb {N} }
és definida pel següent algorisme inductiu: 0! es defineix com a 1, i si n ≥ 1, n! es defineix com a {\displaystyle n(n-1)!}. Recorrent a la definició anterior de factorial per cada vegada que es calcula el factorial de nivell inferior. De manera diferent a altres funcions, la funció factorial es denota amb el símbol d'exclamació (que serveix com a símbol de la funció) després de la variable (notació postfix).

### Computacionalment
Les funcions que converteixen enters en enters, o cadenes finites en cadenes finites, poden definir-se sovint com un algorisme, que dona una descripció precisa d'una sèrie de passos de computació que dona com a sortida la funció, segons l'entrada donada. Les funcions definibles per un algorisme s'anomenen funcions computables. Per exemple, l'algorisme euclidià dona un procés precís per tal de computar el màxim comú divisor de dos enters positius. Moltes de les funcions estudiades en el context de la teoria de nombres són computables. Els resultats fonamentals de la teoria de computabilitat mostren que hi ha funcions que es poden definir precisament, sense ser computables. A més, en el sentit de la cardinalitat, quasi totes les funcions d'enter a enter no són computables. El nombre de funcions computables d'enter a enter és numerable, a causa del caràcter computable dels possibles algorismes i amb els resultats del càlcul combinatori es pot calcular un nombre finit de possibles algorismes. El nombre de totes les funcions d'enters a enters és major: té la mateixa cardinalitat que els nombres reals. D'aquesta manera, la majoria de les funcions d'enter a enter no són computables. Exemples específics de funcions no computables són coneguts, per exemple la funció del castor enfeinat i funcions relacionades amb el problema de la parada i altres problemes indecidibles.

### Amb taules
Com a tabulació: taula que permet representar alguns valors discrets de la funció.
Exemple:
X|-2 -1 0 1 2 3
I|0 1 2 3 4 5.
Com a parells ordenats: parells ordenats, molt usats en teoria de grafs.
Exemple: {\displaystyle A=\{(-2,0),(-1,1),(0,2),(1,3),...(X,x\!+\!2)\}}

## Propietats bàsiques
Les funcions tenen propietats bàsiques generals i nocions comunes. En aquesta selecció, f és una funció amb domini X i codomini Y.

### Imatge i antiimatge
Si A és un subconjunt del domini X, aleshores f(A) és el subconjunt del codomini Y, que consisteix en totes les imatges d'elements d'A. Es diu que f(A) és la imatge de A sota f. La imatge de f ve donada per f(X). Per altra banda, la imatge inversa (o preimatge, imatge inversa completa, antiimatge) d'un subconjunt B del codomini Y sota una funció f és el subconjunt del domini X definit per:
{\displaystyle f^{-1}(B)=\{x\in X:f(x)\in B\}.}
Per exemple, la preimatge de {4,9} sota la funció f(x)=x² és el conjunt {-3,-2,2,3}. El terme recorregut es refereix normalment a la imatge, però a vegades es refereix al codomini.
Per definició d'una funció, la imatge d'un element x del domini és sempre un sol element y del codomini. De manera inversa, tot i això, la preimatge d'un conjunt singletó (un conjunt amb exactament un element) es podria, en general contenir qualsevol nombre d'elements. Per exemple f(x)=7 (la funció constant que pren valor 7), aleshores, la preimatge de {5} és el conjunt buit, però la preimatge de {7} és el domini complet. És usual escriure f−1({b}), per exemple:
{\displaystyle f^{-1}(b)=\{x\in X:f(x)=b\}.}
Aquest conjunt s'anomena sovint la fibra de b sota f.
L'ús de f(A) per tal de denotar la imatge d'un subconjunt A⊆X és consistent sempre que algun dels subconjunts del domini sigui també un element del domini. En alguns camps (e.g., en teoria de conjunts, en què els ordinals són també conjunts d'ordinals) és convenient o fins i tot necessari distingir-ne els dos conceptes; la notació usual és f[A] per al conjunt { f(x): x ∈ A }. De manera semblant, alguns autors utilitzen claudàtors per a evitar la confusió entre la imatge inversa i la funció inversa. D'aquesta manera, s'escriuria f-1[B] i f-1[b] per a la preimatge d'un conjunt i un singletó.

### Composició de funcions

Una funció de composició g(f(x)) es pot visualitzar com a composició de dos processos. El primer pren l'entrada x i dona com a sortida f(x). El segon pren f(x) i dona com a sortida g(f(x)).

La composició de funcions de dues funcions pren la sortida d'una funció com l'entrada per a una altra. Més específicament, la composició de f amb una funció g: Y → Z és la funció {\displaystyle g\circ f:X\rightarrow Z} definida per
{\displaystyle (g\circ f)(x)=g(f(x)).}
Això és, el valor de x s'obté primer aplicant f a x per obtenir y = f(x) i després aplicant g a y per obtenir z = g(y). En la notació {\displaystyle g\circ f}, la funció de la dreta, f, actua primer i la funció de l'esquerra, g, és el segon pas, de manera que s'ha de llegir de l'interior del parèntesi a l'exterior, no d'esquerra a dreta, com es faria en català. La notació es pot memoritzar llegint "g de f" o "g després de f". La composició {\displaystyle g\circ f} és definida només quan el codomini f és el domini de g. Assumint que la composició es fa en l'ordre contrari, {\displaystyle f\circ g} no necessita ser definida. Fins i tot si, per exemple, el codomini de f és el codomini de g, no és veritat en general que
{\displaystyle g\circ f=f\circ g.}
Això vol dir, que l'ordre de composició és important. Per exemple, si se suposa f(x) = x² i g(x) = x+1. Aleshores, g(f(x)) = x²+1, mentre que f(g(x)) = (x+1)², que resulta x²+2x+1, que és una funció diferent.

### Funció identitat
L'única funció d'un conjunt X que dona com a resultat de cada element l'element mateix s'anomena funció identitat per X, i és típicament denotada per idX. Cada conjunt d'una funció té la seva pròpia funció identitat; aleshores, el subescrit no pot ometre's si no és que es pugui inferir del context. Sota composició, una funció identitat és "neutral": si f és qualsevol funció de X a Y, aleshores
{\displaystyle {\begin{aligned}f\circ \mathrm {id} _{X}&=f,\\\mathrm {id} _{Y}\circ f&=f.\end{aligned}}}

### Restriccions i extensions
De manera informal, la restricció d'una funció és el resultat d'escapçar el seu domini. Més precisament, si S és qualsevol subconjunt d'X, la restricció de f a S és la funció f|S de S a Y, de manera que f|S(s)=f(s) per tota s a S. Si g és una restricció de f, aleshores es diu que f és una extensió de g.
La sobreescriptura de f: X→ Y per g: W → Y (anomenada també unió de sobreescriptura) és una extensió de g denotada com a (f ⊕ g): (X ∪ W) → Y. La gràfica o graf d'aquesta és la unió de conjunts teòrics dels grafs g i f|X \ W. D'aquesta manera, es relaciona qualsevol element del domini g amb la seva imatge sota g, i qualsevol altre element del domini f amb la seva imatge sota f. Sobreescriure és una operació associativa; té la funció buida com a element d'identitat. Si f|X ∩ W i g|X ∩ W són puntualment iguals (e.g., els dominis de f i g són disjunts), aleshores la unió de f i g és definida com a igual a la seva funció de sobreescriptura. Aquesta definició es concorda amb la definició d'unió per relacions binàries.

### Funció inversa
Una funció inversa per a f, que es denota com a f-1, és una funció en la direcció contrària, de Y a X, que satisfà:
{\displaystyle f\circ f^{-1}=id_{Y},f^{-1}\circ f=id_{X}.}
Això és, les dues possibles composicions de f i de f-1 necessiten ser respectivament mapes de X i de Y.
Com a exemple simple, si f converteix una temperatura en graus Celsius C a graus Fahrenheit F, la funció que converteix els graus Fahrenheit a graus Celsius seria una f−1 adequada:
{\displaystyle {\begin{aligned}f(C)&={\frac {9}{5}}C+32\\f^{-1}(F)&={\frac {5}{9}}(F-32)\end{aligned}}}
Una inversa com aquesta existeix si i només si f és bijectiva. En aquest cas, f s'anomena invertible. Les notacions {\displaystyle g\circ f} (o, en alguns textos, només {\displaystyle gf}) i f-1 són aptes per a la multiplicació i notació recíproca. Amb aquesta analogia, les funcions d'identitat són com les d'identitat multiplicativa, 1, i les funcions inverses són com les recíproques (d'ací la notació).

## Tipus de funcions

### Funcions de valor real
Una funció de valor real f és una funció que, com a codomini, té un conjunt de nombres reals o un subconjunt d'aquests. Si, a més, el domini és també un subconjunt de reals, f és una funció de valor real de variable real. L'estudi d'aquestes funcions s'anomena anàlisi real.
Les funcions de valor real tenen també propietats d'operació a nivell de punts. Això seria que, donades dues funcions
f, g: X → Y
en què Y és un subconjunt de reals (i X és un conjunt arbitrari), la seva suma (puntual) f+g i el seu producte f ⋅ g són funcions amb el mateix domini i codomini. Es defineixen per les fórmules:
{\displaystyle {\begin{aligned}(f+g)(x)&=f(x)+g(x),\\(f\cdot g)(x)&=f(x)\cdot g(x).\end{aligned}}}
En un mode similar, l'anàlisi complexa estudia funcions de les quals el domini i codomini és un conjunt dels nombres complexos. En la majoria de situacions, el domini i codomini s'entenen pel context, i només la relació entre entrada i sortida es dona, però si {\displaystyle f(x)={\sqrt {x}}}, es limita a les variables reals, el domini es limita a nombres no negatius.
La taula següent conté algunes de les funcions de valor real particularment importants:
| Transformació afí | Funció quadràtica   | Funció contínua                                                                                    | Funció trigonomètrica |
| ----------------- | ------------------- | -------------------------------------------------------------------------------------------------- | --------------------- |
|                   |                     | |                       |
| f(x) = ax + b     | f(x) = ax² + bx + c | Parlant clar, una funció contínua és aquella que es pot dibuixar sense alçar el bolígraf del paper | e.g., sin(x), cos(x)  |

### Altres tipus de funcions
Existeixen moltes altres classes de funcions que són importants per a algunes branques de les matemàtiques o per a aplicacions particulars. Heus-ne ací una llista parcial:
- derivable, integrable
- polinomi, racional
- algebraica, transcendent
- parelles i imparelles
- convexa, monòtona
- holomorfa, meromorfa, entera
- vectorial
- computable

## Història
El matemàtic persa, Xàraf-ad-Din at-Tussí va desenvolupar el concepte de funció.

### Etimologia
La paraula funció l'escollí Leibniz del llatí functio, que significa 'complir, executar'. Això significaria, per exemple, que alguna cosa o aparell està preparada i llesta per a funcionar.

### Les funcions abans de Leibniz
Històricament, es pot considerar que alguns matemàtics preveieren i s'acostaren a una formulació moderna del concepte de funció. Un d'ells fou Oresme (1323–1382). La seva teoria sembla contenir nocions generals de quantitats variables independents i dependents. Ponte també subratlla que "l'emergència del concepte de funció com a entitat matemàtica individualitzada es remunta als inicis del càlcul infinitesimal".